# National Basketball League 2018-2019
La National League Basketball 2018-2019 è stata la 41ª edizione della National Basketball League, la massima lega di basket australiana.

## Squadre partecipanti
- Adelaide 36ers
- Brisbane Bullets
- Cairns Taipans
- Illawarra Hawks
- Melbourne United
- N.Z. Breakers
- Perth Wildcats
- Sydney Kings

## Regular Season

### Classifica
|    | Squadra          | G  | V  | P  | PF    | PS    |
| -- | ---------------- | -- | -- | -- | ----- | ----- |
| 1. | Perth Wildcats   | 28 | 18 | 10 | 2.499 | 2.355 |
| 2. | Melbourne United | 28 | 18 | 10 | 2.586 | 2.478 |
| 3. | Sydney Kings     | 28 | 18 | 10 | 2.438 | 2.380 |
| 4. | Brisbane Bullets | 28 | 14 | 14 | 2.503 | 2.480 |
| 5. | Adelaide 36ers   | 28 | 14 | 14 | 2.687 | 2.681 |
| 6. | N.Z. Breakers    | 28 | 12 | 16 | 2.649 | 2.641 |
| 7. | Illawarra Hawks  | 28 | 12 | 16 | 2.493 | 2.664 |
| 8. | Cairns Taipans   | 28 | 6  | 22 | 2.400 | 2.576 |

## Playoffs

### Melbourne - Sydney
RISULTATO FINALE: 2-0
| Melbourne 28 febbraio 2019, ore 19:50 Gara 1                                            | Melbourne United | 95 – 73 (24-24, 28-11, 19-18, 24-20) | Sydney Kings | Melbourne Arena (7.566 spett.) |
| Ware 22 Punti Newley 17 Ware 7 Assist Bowen , Lisch , Newley 3 Boone 7 Rimbalzi Bogut 7 |                  |                                      |              |                                |
|                                                                                         |                  |                                      |              |                                |
| Ware 22                                                                                 | Punti            | Newley 17                            |              |                                |
| Ware 7                                                                                  | Assist           | Bowen, Lisch, Newley 3               |              |                                |
| Boone 7                                                                                 | Rimbalzi         | Bogut 7                              |              |                                |

| Sydney 3 marzo 2019, ore 14:20 Gara 2                                                           | Sydney Kings | 76 – 90 (24-22, 16-20, 18-25, 18-23) | Melbourne United | Qudos Bank Arena (14.569 spett.) |
| Adnam , Lisch 13 Punti Ware 30 Bogut , Rande 5 Assist McCarron 5 Bogut 12 Rimbalzi Josh Boone 8 |              |                                      |                  |                                  |
|                                                                                                 |              |                                      |                  |                                  |
| Adnam, Lisch 13                                                                                 | Punti        | Ware 30                              |                  |                                  |
| Bogut, Rande 5                                                                                  | Assist       | McCarron 5                           |                  |                                  |
| Bogut 12                                                                                        | Rimbalzi     | Josh Boone 8                         |                  |                                  |

### Perth - Brisbane
RISULTATO FINALE: 2-0
| Perth 28 febbraio 2019, ore 19:20 Gara 1                                         | Perth Wildcats | 89 – 59 (23-16, 18-24, 30-15, 18-4) | Brisbane Bullets | RAC Arena (10.587 spett.) |
| Cotton 22 Punti Gliddon 18 Cotton 6 Assist Patterson 6 Kay 10 Rimbalzi Hodgson 7 |                |                                     |                  |                           |
|                                                                                  |                |                                     |                  |                           |
| Cotton 22                                                                        | Punti          | Gliddon 18                          |                  |                           |
| Cotton 6                                                                         | Assist         | Patterson 6                         |                  |                           |
| Kay 10                                                                           | Rimbalzi       | Hodgson 7                           |                  |                           |

| Brisbane 2 marzo 2019, ore 13:50 Gara 2                                          | Brisbane Bullets | 79 – 84 (20-25, 21-24, 21-20, 17-15) | Perth Wildcats | Brisbane Entertainment Centre (5.519 spett.) |
| Patterson 19 Punti White 24 Gibson 5 Assist Cotton 10 Bairstow 7 Rimbalzi Kay 15 |                  |                                      |                |                                              |
|                                                                                  |                  |                                      |                |                                              |
| Patterson 19                                                                     | Punti            | White 24                             |                |                                              |
| Gibson 5                                                                         | Assist           | Cotton 10                            |                |                                              |
| Bairstow 7                                                                       | Rimbalzi         | Kay 15                               |                |                                              |

### Perth - Melbourne
RISULTATO FINALE: 3-1
| Perth 8 marzo 2019, ore 19:20 Gara 1                                             | Perth Wildcats | 81 – 71 (14-13, 15-20, 31-14, 21-24) | Melbourne United | RAC Arena (12.490 spett.) |
| White 19 Punti Ware 19 Cotton 8 Assist Ware 4 Cotton , White 8 Rimbalzi Boone 12 |                |                                      |                  |                           |
|                                                                                  |                |                                      |                  |                           |
| White 19                                                                         | Punti          | Ware 19                              |                  |                           |
| Cotton 8                                                                         | Assist         | Ware 4                               |                  |                           |
| Cotton, White 8                                                                  | Rimbalzi       | Boone 12                             |                  |                           |

| Melbourne 10 marzo 2019, ore 14:50 Gara 2                                                                 | Melbourne United | 92 – 74 (20-20, 22-21, 26-16, 24-17) | Perth Wildcats | Melbourne Arena (10.062 spett.) |
| Goulding , Ware 14 Punti Cotton 19 Kennedy , McCarron 4 Assist Cotton , White 4 Kennedy 14 Rimbalzi Kay 8 |                  |                                      |                |                                 |
| |                  |                                      |                |                                 |
| Goulding, Ware 14                                                                                         | Punti            | Cotton 19                            |                |                                 |
| Kennedy, McCarron 4                                                                                       | Assist           | Cotton, White 4                      |                |                                 |
| Kennedy 14                                                                                                | Rimbalzi         | Kay 8                                |                |                                 |

| Perth 15 marzo 2019, ore 19:35 Gara 3                                                           | Perth Wildcats | 96 – 67 (21-16, 21-20, 28-15, 26-16) | Melbourne United | RAC Arena (13.412 spett.) |
| White 31 Punti Barlow , Kennedy 13 Cotton 10 Assist Kennedy 6 Kay , White 7 Rimbalzi Kennedy 10 |                |                                      |                  |                           |
|                                                                                                 |                |                                      |                  |                           |
| White 31                                                                                        | Punti          | Barlow, Kennedy 13                   |                  |                           |
| Cotton 10                                                                                       | Assist         | Kennedy 6                            |                  |                           |
| Kay, White 7                                                                                    | Rimbalzi       | Kennedy 10                           |                  |                           |

| Melbourne 17 marzo 2019, ore 14:20 Gara 4                                         | Melbourne United | 84 – 97 (28-26, 17-27, 12-15, 27-29) | Perth Wildcats | Melbourne Arena (10.007 spett.) |
| Ware 18 Punti Cotton 28 Goulding , Ware 4 Assist Martin 6 Boone 7 Rimbalzi Kay 10 |                  |                                      |                |                                 |
|                                                                                   |                  |                                      |                |                                 |
| Ware 18                                                                           | Punti            | Cotton 28                            |                |                                 |
| Goulding, Ware 4                                                                  | Assist           | Martin 6                             |                |                                 |
| Boone 7                                                                           | Rimbalzi         | Kay 10                               |                |                                 |

## Vincitore
| Campioni NBL 2018-2019     |
| -------------------------- |
| Perth Wildcats (9º titolo) |

## Statistiche
| Categoria           | Giocatore    | Squadra        | Stat  |
| ------------------- | ------------ | -------------- | ----- |
| Punti per gara      | Bryce Cotton | Perth Wildcats | 22,5  |
| Rimbalzi per gara   | Andrew Bogut | Sydney Kings   | 11,6  |
| Assist per gara     | Nathan Sobey | Adelaide 36ers | 5,2   |
| Efficienza per gara | Deng Deng    | Sydney Kings   | 67,0% |

## Premi
- NBL Most Valuable Player: Andrew Bogut, Sydney Kings
- NBL Defensive Player of the Year: Andrew Bogut, Sydney Kings
- NBL Most Improved Player of the Year: Reuben Te Rangi, Brisbane Bullets
- NBL 6th Man of the Year: Reuben Te Rangi, Brisbane Bullets
- NBL Rookie of the Year: Harry Froling, Adelaide 36ers
- NBL Finals MVP: Terrico White, Perth Wildcats
- NBL Coach of the Year: Dean Vickerman, Melbourne United

- All-NBL First Team
  - Bryce Cotton, Perth Wildcats
  - Casper Ware, Melbourne United
  - Lamar Patterson, Brisbane Bullets
  - Nick Kay, Perth Wildcats
  - Andrew Bogut, Sydney Kings

- All-NBL Second Team
  - Jerome Randle, Sydney Kings
  - Melo Trimble, Cairns Taipans
  - Nathan Sobey, Adelaide 36ers
  - Daniel Johnson, Adelaide 36ers
  - Shawn Long, New Zealand Breakers